# Megalechis
Megalechis es un pequeño género de peces de agua dulce de la familia Callichthyidae en el orden Siluriformes. Habitan aguas cálidas de América del Sur.

## Taxonomía
El nombre científico deriva de dos palabras en  griego: Megas, que significa ‘grande’, y echis que significa ‘víbora’.   
Un cambio en la taxonomía de la especie de Megalechis se produjo en el año 2005. Es especialmente confuso porque el nombre de M. thoracata sigue siendo válido, pero pasó a ser aplicado a la especie anteriormente conocida como M. personata, que se convirtió así en un sinónimo más moderno de M. thoracata. Por otra parte, la especie que anteriormente era conocida como M. thoracata pasó a llamarse M. picta. 

## Especies
Este género se subdivide en 2 especies:
- Megalechis picta (Müller y  Troschel, 1849)
- Megalechis thoracata (Valenciennes, 1840)

## Distribución
El género Megalechis se distribuye al este de la cordillera de los Andes en el centro-norte y norte de América del Sur, incluyendo las cuencas de los ríos Amazonas y Orinoco, así como las cuencas costeras de las Guyanas, además de los ríos costeros del norte y nordeste de Brasil.

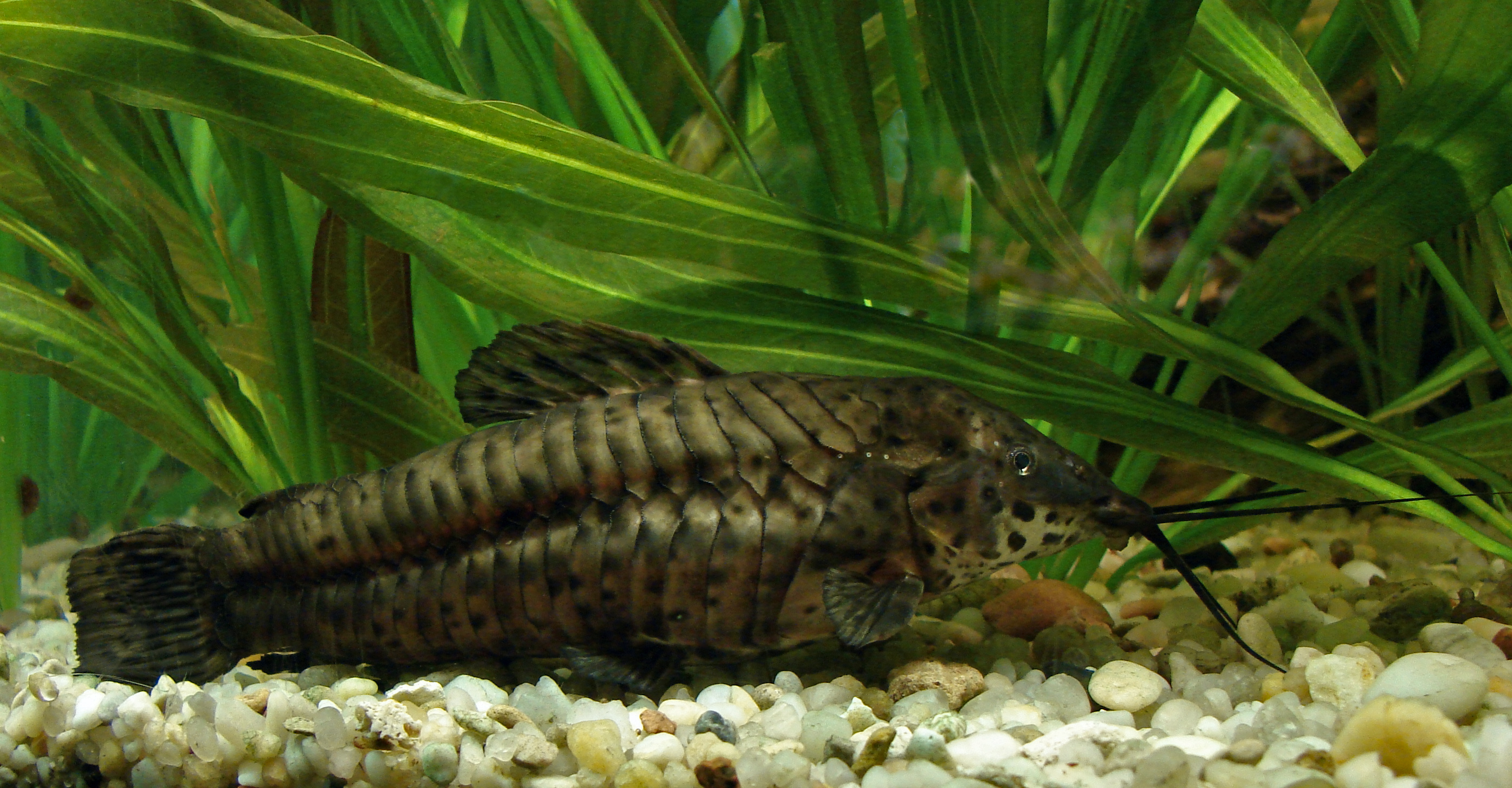
Megalechis thoracata.

Ambas especies fueron también reportadas para la cuenca del Plata, posiblemente como fruto de introducciones antrópicas por acciones de descartes o sueltas de carnadas vivas empleadas en la captura de los grandes peces deportivos.
- M. picta fue capturada en la cuenca del río Alto Paraguay[4]  así como también en la cuenca del río Paraná Superior.[5]
- M. thoracata fue colectada tanto en la cuenca del río Alto Paraguay[6] como en la cuenca del río Paraná Superior.[7][8][9][10][11]

## Descripción
Megalechis se distingue de los otros géneros de su subfamilia por la combinación única de caracteres: huesos infraorbitarios expuestos (en lugar de tener la frente cubierta por una espesa capa de piel), la aleta caudal truncado o convexa (en los otros es bifurcada o cóncava) y por la presencia de dos radios simples en la aleta dorsal (los demás géneros exhiben solo uno).
M. thoracata se distingue de M. picta por tener comparativamente más corta la espina de la aleta dorsal, la aleta anal con 6 (raramente 5) rayos ramificados, en lugar de una aleta anal con 5, rara vez 4, rayos ramificados, y la aleta caudal punteada u oscura a menudo con una banda clara en la base de los rayos, frente a una aleta caudal con una visible banda oscura transversal y borde distal oscuro. Las especies de Megalechis crecen hasta alrededor de entre 12 y 15 centímetros.
Los machos reproductivos tienen una muy desarrollada espina en la aleta pectoral, como la de Hoplosternum littorale. En M. thoracata, los machos son más grandes que las hembras, y pueden producir sonidos durante el comportamiento territorial, en los sitios de sus nidos, durante el desove, y durante el comportamiento agresivo en ambos sexos. El macho defiende su territorio de manera agresivamente frente a los intrusos.